# Tmesisternus quadrimaculatus
Tmesisternus quadrimaculatus là một loài bọ cánh cứng trong họ Cerambycidae.